# Municipio de South Lebanon (Pensilvania)
El municipio de South Lebanon  (en inglés, South Lebanon Township) es un municipio ubicado en el condado de Lebanon, Pensilvania, Estados Unidos. Según el censo de 2020, tiene una población de 10 416 habitantes.

## Geografía
Está ubicado en las coordenadas 40°18′21″N 76°23′2″O / 40.30583, -76.38389 (40.305895, -76.383874).

## Demografía
Según la Oficina del Censo, en 2000 los ingresos medios de los hogares son de $46,268 y los ingresos medios de las familias eran de $52,726. Los hombres tenían unos ingresos medios de $36,987 frente a $26,335 para las mujeres. Los ingresos per cápita eran de $19,903. Alrededor del 5.2% de la población estaba por debajo del umbral de pobreza.
De acuerdo con la estimación 2016-2020 de la Oficina del Censo, los ingresos medios de los hogares son de $71,708 y los ingresos medios de las familias son de $87,097. Los ingresos per cápita en los últimos doce meses, medidos en dólares de 2020, son de $32,948. Alrededor del 5.5% de la población está por debajo del umbral de pobreza.

## Gobierno
El municipio es gobernado por una Junta de Supervisores, que son electos por los ciudadanos. La Junta designa un Gerente y juntos conforman el órgano gobernante. El Gerente se encarga de que las decisiones tomadas por la Junta de Supervisores se lleven a la práctica y de que los servicios sean prestados eficiente y efectivamente.